# Euhesma allunga
Euhesma allunga is een vliesvleugelig insect uit de familie Colletidae. De wetenschappelijke naam van de soort is voor het eerst geldig gepubliceerd in 2001 door Elizabeth M. Exley.
De soort is aangetroffen in West-Australië. De naam allunga betekent "zon" in de taal van de Aborigines, en is gekozen omdat deze soort veel meer geel gekleurd is dan verwante soorten.